# Hugh Munro

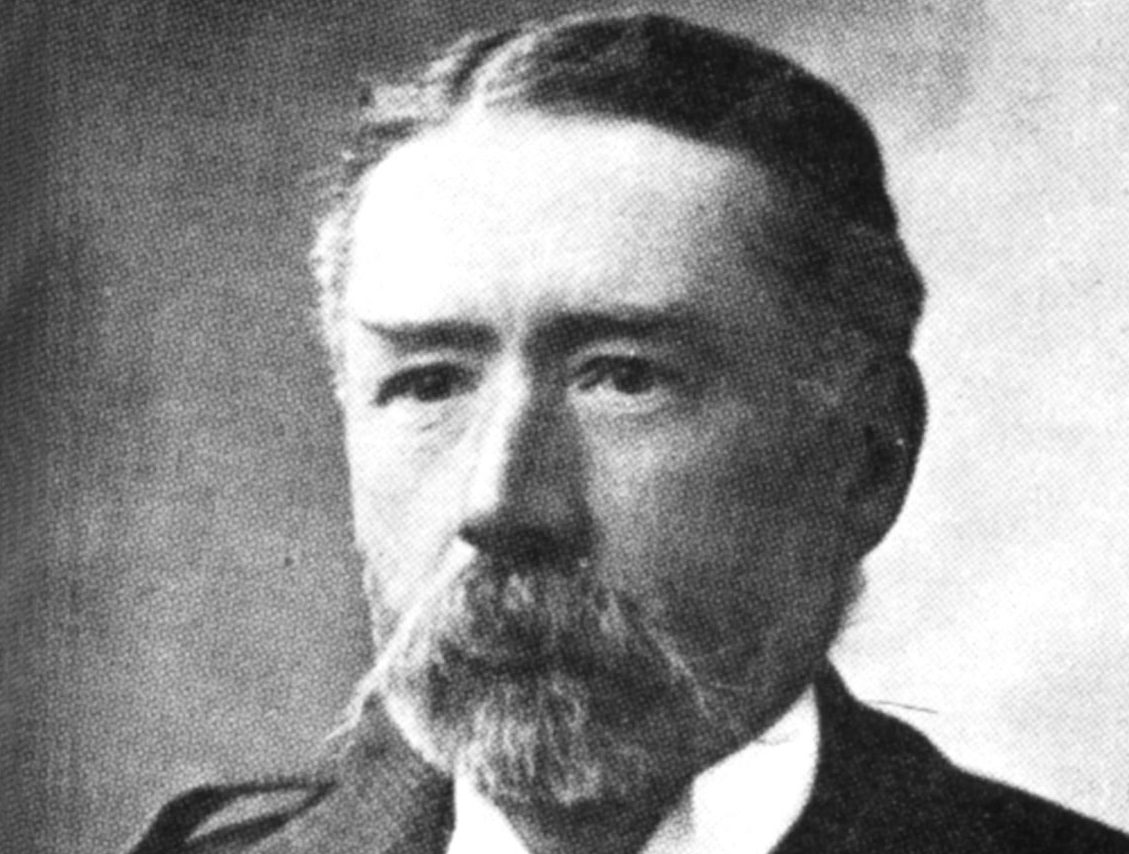
Hugh Munro (1891)

Sir Hugh Thomas Munro, 4. Baronet (* 16. Oktober 1856 in London; † 19. März 1919 in Tarascon, Frankreich) war ein britischer Diplomat und Bergsteiger. Er erstellte als erster eine Liste aller schottischen Berge mit einer Höhe über 3.000 Fuß (914,40 Meter). Sie werden seitdem ihm zu Ehren als Munros bezeichnet. 

## Leben
Munro wuchs in Schottland im Familienlandsitz Lindertis in der Nähe von Kirriemuir (20 km östlich von Dundee) und in London auf als ältestes von neun Kindern des Sir Campbell Munro, 3. Baronet (1823–1913). Schon als Kind sammelte er leidenschaftlich unzähligen Krimskrams. Mit 17 Jahren entdeckte er bei einem Deutschland-Aufenthalt in Stuttgart seine Liebe zu den Bergen. 
1880 ging er aus gesundheitlichen Gründen nach Südafrika und arbeitete als Sekretär für den Gouverneur von Natal. Dort nahm er als Feldbote am Basuto-Krieg teil. Zurück in Schottland engagierte er sich für die Politik und trat später in den diplomatischen Dienst ein. 1892 heiratete er eine katholische Generalstochter, mit der er drei Kinder hatte. Munro reiste als Diplomat in die ganze Welt und nahm seine Frau auf diesen Reisen mit. Seine Frau Selina starb bereits 1902. 1915 musste er wegen seiner fortschreitenden Arthritis, an der er seit vielen Jahren litt, seine Bergsteigerkarriere endgültig aufgeben. Im Ersten Weltkrieg half er bei der Suche nach Vermissten in Malta und arbeitete für das französische Rote Kreuz als Betreuer von heimkehrenden Soldaten.

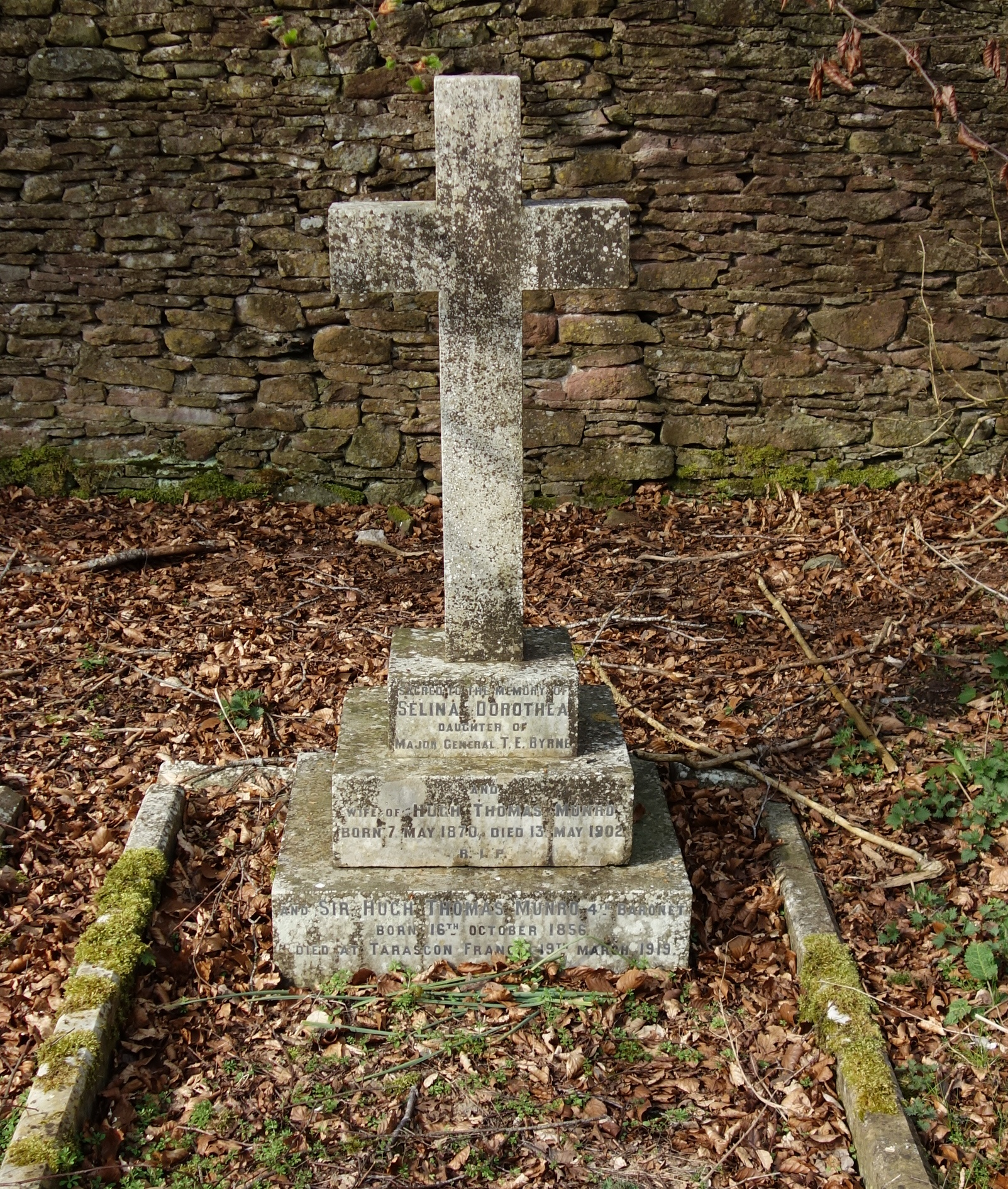
Grabstelle auf dem Familiensitz Lindertis, nahe Kirriemuir, Angus

Im März 1919 starb er an einer Lungenentzündung in einem französischen Hotel.
Beim Tod seines Vaters hatte er 1913 den Titel Baronet, of Lindertis in the County of Forfar, geerbt, der 1825 für seinen Großvater Sir Thomas Munro geschaffen worden war. 1919 erbte sein Sohn Thomas (1901–1985) den Titel.

## Bergsteigen
Er war ein begeisterter Bergsteiger und Gründungsmitglied des Scottish Mountaineering Club im Jahr 1889. Besonders bekannt ist seine Liste der schottischen Berge über 3.000 Fuß, die er 1891 fertigstellte. Diese Liste sorgte für große Überraschung unter Bergsteigern, da man bis zu dieser Liste, die annähernd 300 Berge aufführte, davon ausging, dass es höchstens 30 Berge in Schottland gebe, auf die dieses Kriterium zutreffe. Die Berge werden seitdem als Munros bezeichnet. Das Munro-Bagging mit dem Ziel, alle Munros zu besteigen, hat sich zu einem beliebten Hobby entwickelt.
Hugh Munro hat die Ersteigungen aller Berge seiner Liste nie komplettiert. Von seiner Originalliste gelang es ihm nicht, einen Berg in den Cairngorms, den (seit 1981 nicht mehr als Munro eingestuften) Càrn Cloich-mhuilinn zu besteigen, den er sich als letzten aufgehoben hatte. Kurz vor seinem Tode hatte er eine überarbeitete Liste erstellt, die zusätzlich den Càrn an Fhidhleir enthielt, den er ebenso hätte besteigen müssen. Außerdem gibt es keinen Hinweis darüber, ob Munro den Inaccessible Pinnacle of Sgùrr Dearg (dt. Der unzugängliche Gipfel des Sgùrr Dearg) auf der Insel Skye bestiegen hat. Denn der In-Pin, wie er kurz genannt wird, war nicht auf Munros Liste, obwohl er einige Meter höher ist als der Sgùrr Dearg selbst, der in der Liste stand. Als erste Person, der das Kunststück gelang, alle Berge der Liste zu erobern, wird gemeinhin der Reverend A.E. Robertson (1870–1958) angesehen, der diese Aufgabe 1901 löste. 
Die Liste der Munros, Produkt seiner Sammelfreude und seiner Bergleidenschaft, musste nach seinem Tod bislang nur viermal korrigiert werden.